# Theoderich Strabo
Theoderich „Strabo“ („der Schieler“; † 481) war ein oströmischer Heermeister ostgotischer Abstammung.
Theoderich stammte wie sein Namensvetter und Rivale Theoderich der Große aus dem Haus der Amaler, jedoch aus einer anderen Seitenlinie; der Name seines Vaters war Triarius. Theoderich Strabo gehörte zu denjenigen Goten, die sich nach dem Tod Attilas auf oströmischem Gebiet angesiedelt hatten und fortan immer wieder als foederati in römischen Diensten standen. Er war mit Aspar verwandt und forderte nach dessen Tod im Jahr 471 seinen Posten als Heermeister für sich. Gleichzeitig wurde er von den in Thrakien als Föderaten siedelnden Ostgoten, die die Stütze Aspars gewesen waren, zu ihrem rex ausgerufen. Nach einigem Zögern – und den daraus resultierenden Militäraktionen Theoderichs – stimmte der oströmische Kaiser Leo zu. Theoderich übte denn in den Jahren 473/474, 475/476 und 478/479 den Posten des obersten Heermeisters im Osten aus (magister militum praesentalis), wobei er gleichzeitig versuchte, seinen Verwandten Theoderich, der eine andere Kriegergruppe führte und später „der Große“ genannt wurde, als politischen Rivalen um die kaiserliche Gunst und als militärischen Machtfaktor auszuschalten, um sich und seinen Anhängern dauerhaft eine gute Stellung im Ostreich zu sichern. Zumindest solange Theoderich Strabo in Konstantinopel in einer führenden Position war, blieben die Bemühungen des anderen Theoderich, selbst Einfluss zu nehmen, ohne größeren Erfolg.
Theoderich Strabo kam 481 bei einem Reitunfall ums Leben. Nach seinem Tod wurde der Einfluss gotischer Krieger am Hof, der bereits vorher nicht mehr derart dominant war wie zur Zeit Aspars, vollends zugunsten der Isaurier zurückgedrängt, bevor auch diese entmachtet wurden. Strabos Sohn Rekitach gelang es nicht, die Truppen seines Vaters hinter sich zu vereinen. Er wurde 484 in Konstantinopel von Theoderich dem Großen ermordet. Die meisten Gefolgsleute Strabos schlossen sich nach seinem Tod dem anderen Theoderich an und begleiteten ihn 489 nach Italien.